# General Dynamics F-16 Fighting Falcon
General Dynamics F-16 Fighting Falcon – samolot wielozadaniowy zaprojektowany przez amerykańską wytwórnię General Dynamics. Od drugiej połowy lat 70. XX wieku do roku 2012 wyprodukowano 4500 egzemplarzy. Od 1993 roku myśliwiec produkowany jest przez Lockheed Corporation (obecnie Lockheed Martin). 
F-16 jest użytkowany przez siły powietrzne 26 krajów, w tym Polski (do której pierwsza para trafiła 8 listopada 2006). W Polsce, wbrew dosłownemu tłumaczeniu, przyjęto nazwę Jastrząb, dla odróżnienia od używanego w polskim lotnictwie śmigłowca wielozadaniowego PZL W-3 Sokół. Wśród amerykańskich pilotów znany pod nazwą Viper. Pierwszy w historii samolot myśliwski od początku zaprojektowany z założeniem statycznej niestabilności.

## Historia
F-16 jest myśliwcem 4. generacji, zaprojektowanym i wprowadzonym do produkcji seryjnej w latach 70. XX wieku w znacznej mierze w wyniku doświadczeń zdobytych w latach 60. Najnowsze wersje samolotu spełniają wymagania myśliwców generacji 4,5. F-16 powstał w rezultacie badań rozpoczętych w ramach programu Lightweight Flighter Program, zapoczątkowanego przez Siły Powietrzne Stanów Zjednoczonych w 1960 roku. W czasie projektowania szczególnie duże znaczenie miała analiza doświadczeń zdobytych w czasie konfliktów zbrojnych, w których uczestniczyły Stany Zjednoczone, w szczególności z wojny w Wietnamie.
Pierwotnie miał on być dziennym myśliwcem lekkim, uzupełnieniem cięższego F-15 Eagle’a. Wpływ na kształt projektu miała także tzw. doktryna elastycznego reagowania zakładająca dostosowanie środków walki do zagrożenia, w pierwszej kolejności użycie broni konwencjonalnej, a w następstwie dopiero broni jądrowej. Obydwa etapy wymagały użytkowania szybkich, niewielkich samolotów zdolnych do przenoszenia różnych rodzajów broni. Dlatego też od początku planowane było dostosowanie F-16 do ataków na cele naziemne.
Konstrukcja samolotu, jako pierwsza powstała z założeniem jego niestabilności, w którym pozycja samolotu utrzymywana jest dzięki sterowanemu komputerowo systemowi fly-by-wire, dzięki czemu samolot z dużą łatwością wykonuje manewry z przeciążeniem 9g. Wymaganie niestabilności zostało postawione dzięki opracowaniu grupy byłych pilotów myśliwskich uczestniczących wojnie w Korei – w tym płk. Johna Boyda – pod tytułem Energy Maneuverability Theory, w którym wprowadzono nowe idee uzyskania dużej manewrowości w następujących po sobie manewrach. Praktyczne zastosowanie nowej teorii w konstrukcji nowego samolotu, doprowadziło do uzyskania w F-16 rewolucyjnej wówczas manewrowości nowej konstrukcji.
Pierwszy oblot prototypu myśliwca, o oznaczeniu YF-16 odbył się 2 lutego 1974 roku. Po modyfikacjach w konstrukcji i wyposażeniu został on wprowadzony do produkcji w wersjach jedno i dwumiejscowej w roku 1976. Pierwszy egzemplarz trafił na uzbrojenie Sił Powietrznych USA w styczniu 1979 roku. Projekt był jednak dalej modyfikowany w celu optymalizacji osiągów i wyposażenia, tak aby samolot był możliwie najbardziej wielozadaniowy. W latach 80. wprowadzono do produkcji seryjnej nowe wersje C i D, które do początku lat 90. zastąpiły wszystkie używane w USA F-16A i B. W 1993 roku produkcja seryjna została przeniesiona do Lockheed Corporation, której sprzedano dział produkcji lotniczej General Dynamics. W roku 1995 Lockheed połączył się z Martinem Mariettą, tworząc koncern Lockheed Martin, który jest producentem wszystkich egzemplarzy dostarczonych Polsce.
Pomimo upływu ponad czterdziestu lat od jego oblotu, dzięki systematycznemu rozwojowi i zwiększaniu możliwości bojowych, samolot ten wciąż zachowuje wysokie walory bojowe i będzie stanowił wyposażenie amerykańskich sił powietrznych co najmniej do 2030 roku, a w innych państwach nawet dłużej. Siły powietrzne Stanów Zjednoczonych nie były zainteresowane kolejnymi wersjami F-16 ze względu na plany wprowadzenia do eksploatacji myśliwców piątej generacji, w szczególności samolotu o obniżonej wykrywalności F-35. Nie zmienia to faktu, że projekt jest nadal rozwijany przez Lockheed Martin, który proponuje nowe wersje samolotu odbiorcom eksportowym.

### Zastosowanie bojowe
Samoloty F-16 wielokrotnie uczestniczyły w operacjach bojowych, jako samoloty szturmowe i myśliwskie. Zestrzeliły łącznie przynajmniej 72 samoloty bojowe i transportowe.
Pierwszy raz w walce zostały użyte przez Izrael 7 czerwca 1981 podczas ataku na reaktor atomowy Osirak w Iraku.
Pierwszym obcym samolotem zestrzelonym przez F-16 był w 1981 syryjski myśliwiec MiG-21 produkcji radzieckiej. Ogółem w roku 1981 izraelskie F-16 pokonały przynajmniej sześć MiG-ów-21. Kolejne zastosowanie bojowe F-16 znalazły w roku 1982 w bitwie nad doliną Bekaa w czasie wojny libańskiej. Stany Zjednoczone i Izrael podały informację o zniszczeniu 44 samolotów syryjskich.
W styczniu 1991 doszło do najliczniejszego dotychczas użycia F-16 w liczbie 249 maszyn w czasie operacji „Pustynna Burza”. F-16 wykonały wtedy 13 500 lotów, w tym 4000 w nocy. Głównym zastosowaniem F-16 były misje szturmowe i bombardowania, jednak zestrzeliły także dwa samoloty irackie typu MiG-29 i MiG-25, utracono dziewięć samolotów, z których pięć zostało zestrzelonych, natomiast cztery rozbiły się z innych przyczyn.
W latach 1986–1988 samoloty te użyte były przez Pakistan w czasie wojny domowej w Afganistanie i zestrzeliły wtedy cztery Su-22, jednego An-26, dwa MiG-23 i jednego Su-25, które naruszyły przestrzeń powietrzną Pakistanu.
Pilotom F-16 w służbie operacyjnej, do 2024 roku oficjalnie zaliczono 76 zestrzeleń w powietrzu, przy jednym przypadku straty bojowej w wyniku ognia bratobójczego.

## Wersje
F-16 jest wielozadaniowym samolotem myśliwskim, wyprodukowanym do dziś w liczbie ponad 4000 egzemplarzy. Obecnie jest to najpopularniejszy samolot bojowy na świecie. Wprowadzono do użytku 6 podstawowych wersji maszyny, spośród których A, C i E to warianty jednomiejscowe, natomiast B, D i F – dwumiejscowe. Wersje dwumiejscowe nie służą tylko szkoleniu – jak w przypadku pozbawionego radaru MiG-29UB, lecz są przeznaczone także do skomplikowanych misji bojowych, wymagających wytężonej pracy obydwu pilotów.
Każda z wersji maszyny różni się najczęściej budową skrzydeł i kadłuba, a także innymi szczegółami technicznymi. Bardzo znaczne są jednak różnice w wyposażeniu w ramach każdej z wersji samolotu F-16. Każdy kolejny wariant wyposażenia nazywany jest blokiem (ang. Block). Pierwszy blok produkcyjny oznaczony był liczbą 1, natomiast tradycyjnie kolejne bloki oznacza się rosnącymi wielokrotnościami 5. Natomiast jeżeli dwa bloki projektowane są równocześnie, jeden z nich oznaczany jest numerem wyższym od poprzedniego o 2.
Wyprodukowano następujące wersje F-16:
- YF-16 – prototyp F-16A, oblatany w 1974, pozbawiony radaru, rywal YF-17 Cobra
- YF-16CCV – YF-16 z aparaturą pomiarową do badań w locie
- F-16A i F-16B,

Block 1 – pierwsza seria produkcyjna, przeznaczone do późniejszej modernizacji, silnik Pratt & Whitney F-100-PW-200, radar AN/APG-66, 94 sztuki,
Block 5/10 – druga seria, odpowiednio 197 i 312 sztuk,
Block 15 – nowy system zarządzania uzbrojeniem, dwa dodatkowe podwieszenia na wlocie powietrza, zwiększenie udźwigu, większe o 30% stateczniki poziome i ulepszony radar AN/APG-66, najliczniej produkowana odmiana, 983 sztuki,
Block 15 ADF – Air Defense Fighter dla Gwardii Narodowej przenoszące pociski AIM-7 Sparrow, radar AN/APG-66(V)1, przebudowano 270 sztuk,
Block 15 OCU – Operational Capability Upgrade z silnikami F100-PW-220, HUD z Block 25, pociski AGM-65 Maverick,
Block 150C – samoloty bloków 1, 5 i 10 zmodernizowane do bloku 15,
Block 20 – nowe samoloty dla Tajwanu odpowiadające modernizacji MLU,
- F-16AM i F-16BM

Block 20 MLU – samoloty F-16A/B (Block 15) zmodernizowane w ramach programu Mid-life update, uzbrojone jak F-16C/D, radar AN/APG-66(V)2, silnik F100-PW-220, system wymiany danych Link 16, wsparcie dla celowników nahełmowych i gogle noktowizyjne,
- F-16B-2,
- F-16C i F-16D,

Block 25 – pierwsza seria F-16C/D, z nowym radarem AN/APG-68, rozwijanym dalej i instalowanym w kolejnych blokach aż do dziś, silnik F100-PW-220,
Block 30 – pierwsza seria z wyświetlaczami LCD w kokpicie, przystosowana do przenoszenia nowego uzbrojenia, w pełni wykorzystująca możliwości radaru AN/APG-68. Posiada silnik General Electric F-110-GE-100 i powiększony wlot powietrza (MCID, stosowany także na Block 40, 50 i 60),
Block 32 – wariant bloku 30 z silnikiem Pratt & Whitney F-100-PW-220, oryginalny wlot powietrza (NSI) wspólny dla wszystkich odmian z silnikami PW,
Block 40/42 – seria nazywana także „Night Falcon”, wyposażona w unowocześniony cyfrowy system sterowania, radar AN/APG-68 w nowej wersji V, przystosowana do przenoszenia zasobników celowania nocnego LANTIRN,
Block 50 – Block wprowadzony do produkcji w roku 1996 już przez Lockheed-Martin, wyposażony w unowocześniony silnik General Electric F110-GE-129, a także radar AN/APG-68(V)5.
Block 52 – Block 50 z unowocześnionym silnikiem Pratt & Whitney F100-PW-229,
Block 50D – wersja Block 50 przystosowana do zwalczania radarów przy pomocy pocisku AGM-88 HARM (High-speed Anti-Radar Missile),
Block 50+ – modernizacja Block 50 z radarem APG-68(V)9, system lotu według rzeźby terenu, przystosowana do przenoszenia bomb JDAM (Joint Direct Attack Munition), kolorowe wyświetlacze.
Block 52+ – wersja nazywana także advanced 52, odpowiednik wersji 50+ z silnikami Pratt & Whitney F100-PW-229
- F-16E i F-16F,

Block 60 – radar AN/APG-80, silnik F110-GE-132, system zakłócania ALQ-165, wbudowane na stałe urządzenie LANTIRN i dodanie systemu APU - silnik rozruchowy.
- F-16V,

Block 70/72 – radar AN/APG-83 Scalable Agile Beam Radar AESA (ABRA), silnik F110-GE-129 lub P&W F100-PW-229, wbudowane sensor podczerwieni IRST, modułowy komputer misji oraz terminal Link-16 (MIDS-JTRS), celowniki nahełmowe Joint Helmet Mounted Cueing System, zasobniki nawigacyjno-celownicze AN/AAQ-33 Sniper oraz system nawigacji LN260 EGI Embedded GPS INS. Wersja modernizacyjna oparta na F-16IN, opracowana dla Indii.
- F-16N,
- TF-16N,
- RF-16C (F-16R),
- FS-X (Mitsubishi F-2),
- F-16/79,
- F-16/101,
- F-16AFTI,
- NF-16A AFTI,
- F-16XL A/B SCAMP,
- F-16I – myśliwiec szturmowy dla Izraela na bazie F-16D Block 52,
- F-16IQ – zubożone F-16C/D Block 52+ dla Iraku,
- NF-16D (VISTA),
- NF-16D MATV,
- F-16ES,
- F-16X,
- F-16V - oblatana 16 października 2015 roku najnowsza wersja samolotu. Maszyna wyposażona jest w nowy radar aktywnego elektronicznego skanowania fazowego (ang. active electronically scanned array - AESA) AN/APG-83, nowy komputer misji, szynę danych, system wymiany informacji Link-16. Nowy system antykolizyjny i walki radioelektronicznej[8]

Istnieje także japońska wersja F-16 – wyprodukowany przez Mitsubishi Heavy Industries myśliwiec Mitsubishi F-2 o obniżonym echu radarowym, przystosowany do zwalczania okrętów przeciwnika.
Samolot ma 9 węzłów uzbrojenia, do których można podwiesić rozmaite uzbrojenie.

## Produkcja seryjna
Produkowany od 1977 roku do chwili obecnej F-16, jest użytkowany przez siły powietrzne 26 krajów, w tym Polski (pierwsze dostawy miały miejsce 8 listopada 2006 roku). 1000. samolot wyprodukowano w 1983, w 1987 produkcja sięgnęła 2000 sztuk, a w 1991 już 3000 egzemplarzy. 4000. F-16 dla Egiptu wyprodukowano w 1999 roku. 8 maja 2008 dostarczony do Polski F-16C #4069 był 4400. szesnastką. 3 kwietnia 2012 Maroko odebrało 4500. produkcyjnego F-16. 21 lipca 2024 przekazano 4600. egzemplarz, samolot F-16C Block 70 #18-0006 dla Bahrajnu. Produkcja została rozpoczęta przez General Dynamics. W roku 1993 prawa do produkcji w Fort Worth kupił Lockheed Corporation, który w 1995 zmienił nazwę na Lockheed Martin. Od zakończenia zimnej wojny dostarczono około 1800 F-16, w tym ponad 900 szt. przekazał Lockheed. Do czasu zamknięcia linii w Fort Worth wyprodukowano 3620 sztuk. Do 2018 roku powstało ogółem 4588 sztuk F-16.

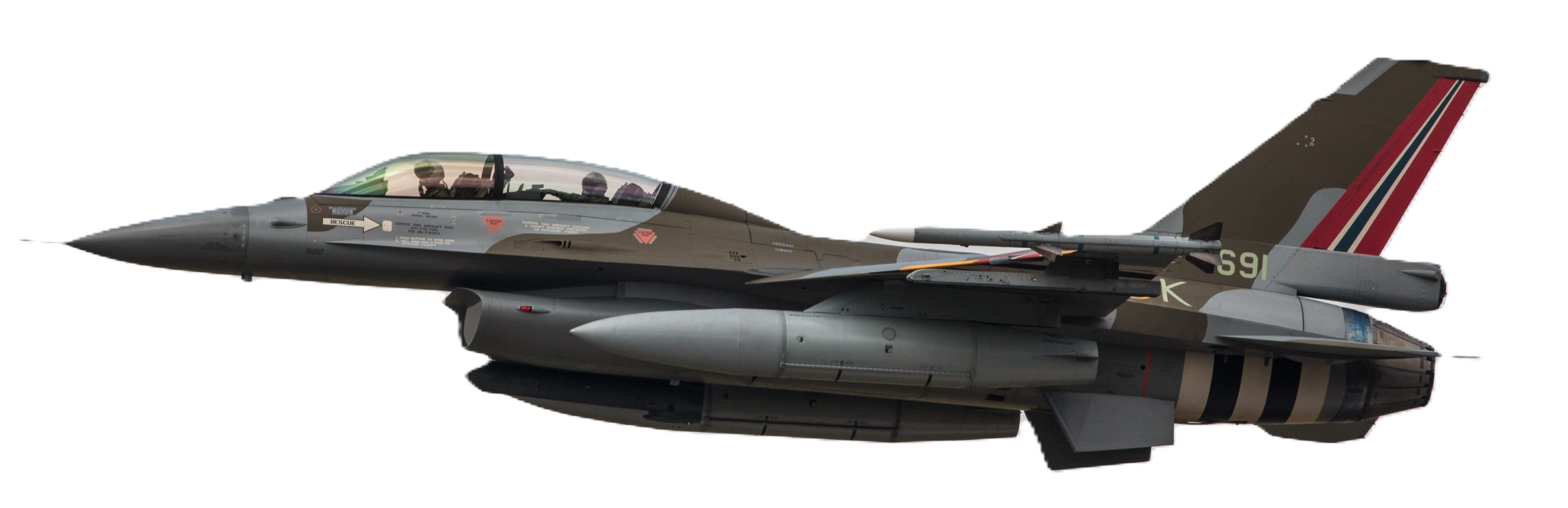

Poza Stanami Zjednoczonymi F-16 produkowane były na licencji przez belgijskie zakłady SABCA (226 sztuk) i Fokker w Holandii (292 sztuki), w produkcję komponentów zaangażowane były też Dania i Norwegia. Dostawy nowych samolotów dla czterech oryginalnych nabywców z Europy zakończyły się w 1992. Koreańskie Korea Aerospace Industries (właściwie Samsung Aerospace) dostarczyły w latach 1994-2004 128 KF-16 Block 52 dla rodzimych wojsk lotniczych, w tym 36 zmontowano z dostarczonych zestawów, a 92 wyprodukowano na licencji. Ostatnim dostawcą poza USA były tureckie zakłady Turkish Aerospace Industries. W latach 1987–2012 TAI zmontowały 308 samolotów: 262 dla Turcji i 46 dla Egiptu. W Japonii wyprodukowano 98 sztuk głęboko zmodyfikowanej wersji F-16, oznaczonej Mitsubishi F-2. Samoloty sprzedawane są w ramach programu Foreign Military Sales i z wyjątkiem maszyn licencyjnych dostarczane są z insygniami USAF-u, z tego powodu 46 egipskich F-16 zbudowanych w Turcji dostarczono najpierw do USA, skąd odleciały do Egiptu.
Produkcja F-16 w Zakładzie nr 4 w Fort Worth zakończyła się po wyprodukowaniu w nim 3 620 sztuk i zmontowaniu ostatniej maszyny dla Iraku we wrześniu 2017 roku. Następnie Lockheed Martin planował na dwa lata przerwać produkcję, aby wznowić ją w ograniczonym zakresie w Greenville w stanie Karolina Południowa, gdzie obsługiwane są samoloty Lockheed C-130 Hercules i Lockheed P-3 Orion. W 2014 roku z braku zamówień rozpoczęło się wygaszanie produkcji. W 2014 roku dostarczono siedemnaście sztuk, a w 2015 – jedenaście. W 2016 roku nie uzyskano zgody na eksport dziewiętnastu F-16C/D dla Bahrajnu i dalszych ośmiu sztuk dla Pakistanu. W 2016 roku Lockheed Martin oferował uruchomienie linii montażowej w Indiach, a lokalnym partnerem przemysłowym była Grupa TATA (Indie wybrały ofertę francuską). 
W kwietniu 2019 Lockheed Martin otworzył nową linię montażową w Greenville stanie Karolina Południowa, dzięki czemu w Fort Worth w Teksasie wygospodarowano więcej miejsca do produkcji myśliwców F-35. W czerwcu 2018 Bahrajn zamówił 16 myśliwców F-16V Block 70. W grudniu 2018 Słowacja podpisała umowy na dostawę 14 myśliwców F-16V Block 70. W 2019 roku Bułgaria zamówiła osiem (plus osiem w 2022), a w 2020 r. Tajwan dodatkowe 66 sztuk F-16 Block 70. Pierwszy seryjny F-16D (dla Bahrajnu) z nowej produkcji oblatano w styczniu 2023 r. z kilku letnim opóźnieniem. Ogółem w 2023 przekazano (do Departamentu Obrony USA) pięć nowych F-16, a w 2024 - 16 sztuk (dla Bahrajnu i Słowacji).

## Użytkownicy samolotów F-16

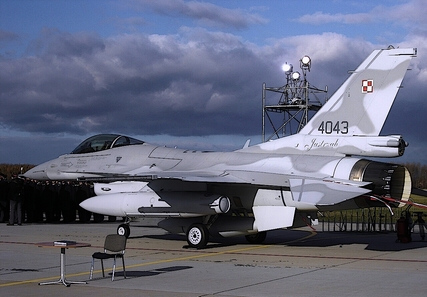
F-16C – Polska – 2 Skrzydło Lotnictwa Taktycznego – 09.11.2006 – ceremonia nadania samolotowi imienia „Jastrząb”

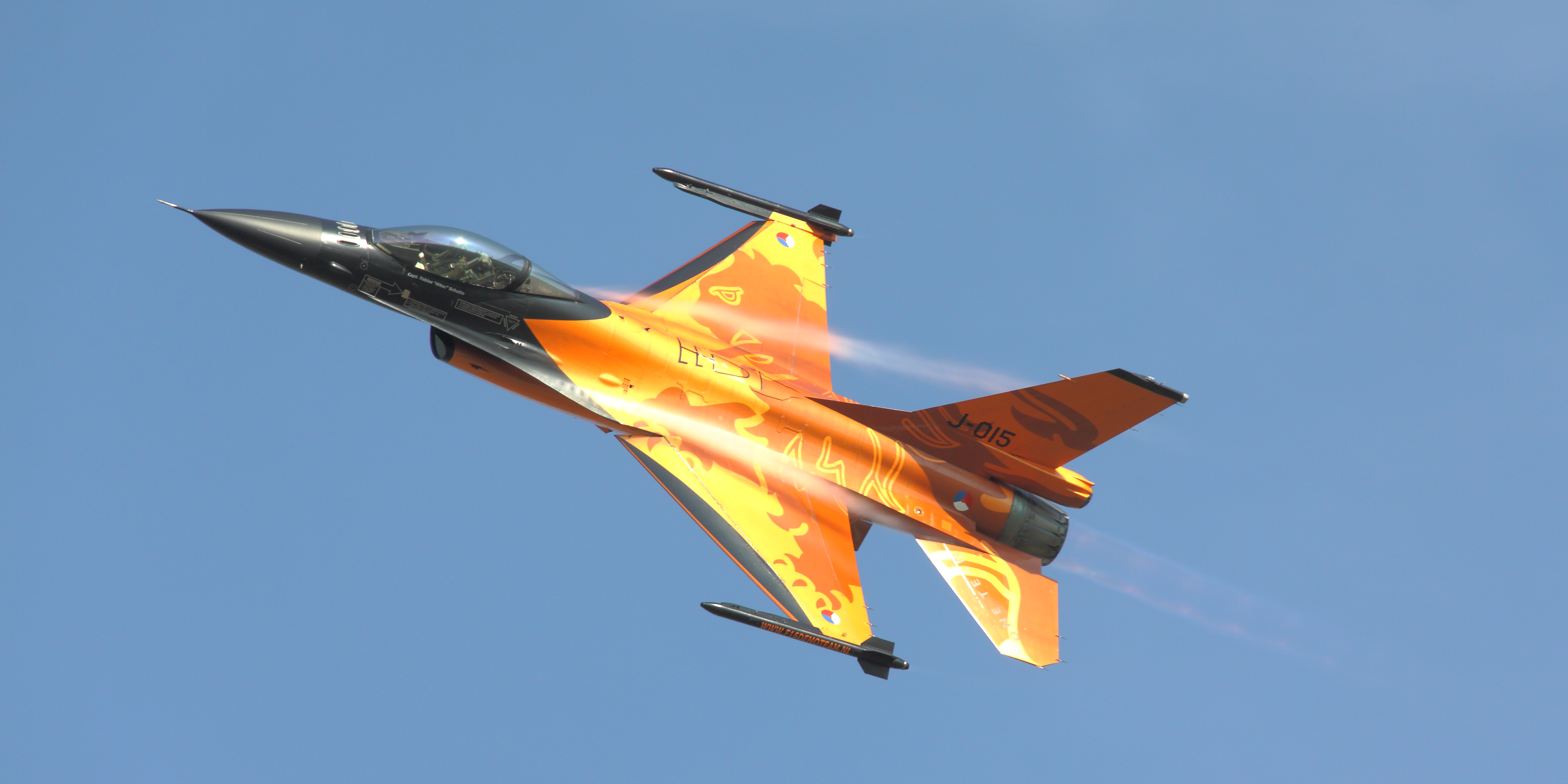
F-16A Block 10B MLU – Holandia – 25.09.2011 – malowanie pokazowe F-16 Demo Team

Samoloty F-16 eksploatowane są przez siły powietrzne 26 krajów. Od momentu wejścia do służby w USAF w 1978 do 2015 roku eksploatowanych jest nadal 2900 F-16.
1. Bahrajn – 21 (dostarczono 22) F-16C/D Block 40
2. Belgia – 59 (dostarczono 160) F-16AM/BM Block 20 MLU
3. Bułgaria – 1 z 16 F-16C/D Block 70
4. Chile – 46 F-16C/D Block 50+ i F-16AM/BM Block 20 MLU
5. Dania – 30 (dostarczono 77) F-16AM/BM Block 20 MLU
6. Egipt - 222 (dostarczono 240) F-16A/B Block 15 oraz F-16C/D Block 32, 40 i 52+
7. Grecja – 155 (dostarczono 170) F-16C/D Block 30, 50, 52 i 52+
8. Indonezja – 34 (dostarczono 36) F-16A/B Block 15 OCU, Block 32 (ex-USA Block 25)
9. Irak – 35 (dostarczono 36) F-16IQ (Block 52+)
10. Izrael – 197 (dostarczono 362) F-16C/D Block 30, 40 i F-16I (F-16D Block 52+)
11. Jordania – 63 (dostarczono 94) F-16AM/BM Block 20 MLU
12. Korea Południowa – 154 (dostarczono 180) F-16C/D Block 32 i 52
13. Maroko – 21 (dostarczono 24) F-16C/D Block 52+
14. Oman – 23 (dostarczono 24) F-16C/D Block 50+
15. Pakistan – 76 (dostarczono 85) F-16A/B Block 15, OCU, 20 MLU i F-16C/D Block 52+
16. Polska – 48 F-16C/D Block 52+
17. Portugalia – 27 (dostarczono 45) F-16AM/BM Block 20 MLU
18. Rumunia – 17 F-16AM/BM Block 20 MLU[26][27] (ex-portugalskie), zamówiono 32 ex-norweskie
19. Singapur – 60 (dostarczono 70) F-16C/D Block 52/52+
20. Słowacja – 8 z 14 F-16C/D Block 70
21. Stany Zjednoczone – 969 (dostarczono 2231) F-16C/D
22. Tajlandia – 53 (dostarczono 59) F-16A/B Block 15 OCU/ADF
23. Tajwan – 142 (dostarczono 150) F-16A/B Block 20
24. Turcja – 245 (dostarczono 270) F-16C/D Block 30, 40 i 50+
25. Ukraina - 24 F-16AM/BM po MLU do Block 50/52
26. Wenezuela – 13 (dostarczono 24) F-16A/B Block 15
27. Zjednoczone Emiraty Arabskie – 75 (dostarczono 80) F-16E/F Block 60

Liczba dostarczonych sztuk uwzględnia egzemplarze używane.

### Dawni użytkownicy
- Holandia – 213 (177 F-16A, 35 F-16B) w latach 1979-2024. W latach 1979-1992 dostarczono 213 szt. wersji block 1/5/10/15/15OCU[28]. W latach 1997-2003 113 F-16A i 24 F-16B zmodernizowano do wersji Block 20 MLU[29]. W 66 incydentach utracono 38 szt.[30] 36 sprzedano Chile, 24 przekazano Ukrainie, 18 przekazano do centrum szkoleniowego w Rumunii[31].
- Norwegia – 74 (60 F-16A, 14 F-16B) w latach 1980-2022[32]. Z Holandii w latach 1980-1984 dostarczono 72 szt. F-16A/B Block 1/5/10/15. W 1989 2 szt. F-16B-bl15OCU z USA dla zastąpienia utraconych. 57 zmodernizowano do Block 20 MLU w latach 1998-2001. Cztery eskadry do 2002, trzy przezbrojone na F-35A w latach 2016, 2019 i 2022.
- Włochy – 34 F-16A/B Block 15 ADF i Block 10 OCU w latach 2003-2012 (wypożyczone od USAF)[33]

### Niedoszli użytkownicy
- Iran – zamówił 160 F-16A/B Block 5 w 1976 z opcją na 140 maszyn, do 1978 przeszkolono personel i przygotowano infrastrukturę, ale z powodu wybuchu rewolucji islamskiej w 1979 żadnej nie dostarczono, a 55 maszyn z irańskiego zamówienia sprzedano do Izraela z dostawami w 1980. Irańska flaga była widoczna na dwóch pokazowych F-16A między 1977 i 1979, kiedy zastąpiono ją flagą Izraela[34].
- Nowa Zelandia – Zamówienie na 28 nowych, objętych embargiem pakistańskich F-16 Block 15 OCU anulowano.